# 飛鴨蘭
大飛鴨蘭是一種分佈於澳洲東、南的蘭，因花狀似展翅中的鴨而得名。花期為夏季。奇特的外貌和費洛蒙能誤導廣腰亞目的蜂，令牠們嘗試與花進行「交配」，而「鴨頭」被觸碰時會垂下困着蜂，迫使其傳播花粉。因與特定真菌共生，大飛鴨蘭甚難為人工培植。